# ارنست جوی
ارنست جوی (انگلیسی: Ernest Joy؛ ۲۰ ژانویهٔ ۱۸۷۸ – ۱۲ فوریهٔ ۱۹۲۴) یک هنرپیشه اهل ایالات متحده آمریکا بود. 